# Shahba, Hama
Shahba, Hama (tiếng Ả Rập: شهبا) là một ngôi làng Syria nằm ở phó huyện Sabburah thuộc huyện Salamiyah, Hama. Theo Cục Thống kê Trung ương Syria (CBS), Shahba, Hama có dân số 833 trong cuộc điều tra dân số năm 2004.